# Вайнхаппель, Томас
Томас Вайнхаппель (нем. Thomas Weinhappel; род. 30 августа 1980, Штоккерау) — австрийский оперный певец, лирический баритон. Томас исполняет главные роли в известных операх, опереттах и дает музыкальные концерты не только в Австрии, но и на известных мировых сценах.
Его музыкальный талант был обнаружен ещё в раннем возрасте — когда певцу исполнилось восемь лет, он был принят в Венский хор мальчиков и вскоре стал его альтовым солистом. Вместе с Хором Венских мальчиков Томас совершил турне в США, Южную Америку, Канаду, Германию, Англию и Швейцарию.
В 2007 году Томас с отличием окончил два главных музыкальных университета Австрии — Венскую Консерваторию и Венский университет музыки и исполнительного искусства, получив академическое звание магистра искусств.
Томас Вайнхаппель стал обладателем стипендии Yehudi Menuhin, а также занял призовые места во многих музыкальных конкурсах.
Певец постоянно совершенствует технику и исполнение, и брал уроки вокала у таких преподавателей, как например Eva Blahova, Barbara Bonney, Walter Berry und Gundula Janowitz.
АНГАЖЕМЕНТЫ
Австрия: Венская государственная опера, государственный театр Burgtheater, государственный театр в Брегенце, Musikverein Wien, народный театр Форальберга, Новая Венская Опера, государственный театр в Бадене, венский концертный дом Konzerthaus, фестиваль оперы Санкт Маргаретен, фестивали Schlosssspiele Laxenburg, Lockenhaus, Kirchstetten, Open Air Gars am Kamp;
Германия: Баварская государственная опера, театр Thalia в Гамбурге, театр Renaissance в Берлине, фестиваль Luisenburg;
Швейцария: государственный театр Берна, театр St.Gallen, центр культуры в Люцерне Luzern KKL;
Испания: театр Mira Madrid, опера Toledo, театр Zaragoza, опера Alicante;
Франция: Opéra de Massy (Париж), театр Montansier de Versailles;
Чехия: национальный государственный театр имени Antonin Dvorak (прежнее название Национальный театр Moravian Silesian).
РЕПЕРТУАР
Вольфганг Амадеус Моцарт: опера «Дон Жуан» — Дон Жуан; опера «Так поступают все» — Джульемо; опера «Волшебная флейта» — Папагено; опера «свадьба Фигаро» — граф Альмавива;
Тома, Амбруаз: опера «Гамлет» — Гамлет;
Жорж Бизе: опера «Кармен» — Эскамильо;
Иоганн Штраус младший: опера «Цыганский барон» — Граф Омонай;
Джузеппе Верди: опера «Дон Карлос» — Родриго, маркиз ди Поза; опера «Ла Травиата» — Маркиз д’Обиньи; опера «Риголетто» — Конте Чепрано, Марулло;
Герберт Вилли: опера «Сестра сна» — Лукас;
Отто Николаи: опера «Виндзорские проказницы» — Herr Fluth;
Генри Перселл: опера Дидона и Эней — Эней;
Ханц Вернер Хенце: опера Мальчик-с-пальчик — Отец;
Франц Легар: оперетта «Веселая вдова» — Динило Данилович;
Отто Цикан: оперетта «Государственная оперетта» — Коломан Валлиш/Шеф полиции.
Митч Ли: мюзикл «Человек из Ламанчи» — Педро;
В исполнении Томаса Вайнхаппеля звучали произведения из песенного цикла «Зимний путь» Шуберта в фильме «Пианистка» режиссёра Михаэля Ханеке, который на Каннском кинофестивале выиграл три золотые пальмовые ветви. Кроме того, Томас работал с такими режиссёрами как Отто Шенк, Кристоф Шлингензиф, а также Йозеф Кёпплингер. В настоящее время баритон репетирует партию Фигаро в опере «Севильский цирюльник» Джоаккино Россини.
ОСОБЫЕ ИНТЕРЕСЫ
Томас Вайнхаппель, помимо успешного исполнения оперных партий, также неравнодушен к исполнению классических песен. Его широкий репертуар включает в себя «большой цикл» Шуберта, а также произведения современных композиторов. Концертная деятельность Томаса охватывает такие знаменитые сцены, как Концертный Дом в Вене, фестиваль «Лето в Каринтии» в Москве и Санкт-Петербурге, известные концертные площади Японии, Австралии, Германии, Венесуэлы, Венгрии, Швейцарии, а также Турции. Вот уже несколько лет подряд Томас также дает Рождественские и Новогодние концерты в Walt Disney Hall в Лос-Анджелесе, США. В 2015-м году он выступал на вечерах песни в Лондоне, где ему аккомпанировал Роджер Вигнолес.